# Cueva Hölloch
Cueva Hölloch es una cueva de 197 kilómetros (122 millas) de largo situada entre el río Muota y el área de Pragelpass en el Valle de Muotha en Suiza. También se destaca por tener una profundidad de 939 metros (3.081 pies) y por ser la segunda cueva más larga en Europa. La exploración inicial comenzó en 1875 y fue dirigida por Alois Ulrich. Una gran parte de la exploración de esta cueva fue dirigida por Alfred Bögli. La longitud de exploración de la cueva aumentó de 25 kilómetros (16 millas) en 1952 a 100 kilómetros (62 millas) en 1968 (fue la primera cueva en el mundo donde la longitud explorada alcanzó los 100 km). Hasta 1970, se pensaba que era el complejo de cuevas más grande del mundo, este título ahora esta en manos de la Cueva Mammoth.